# Healthwashing

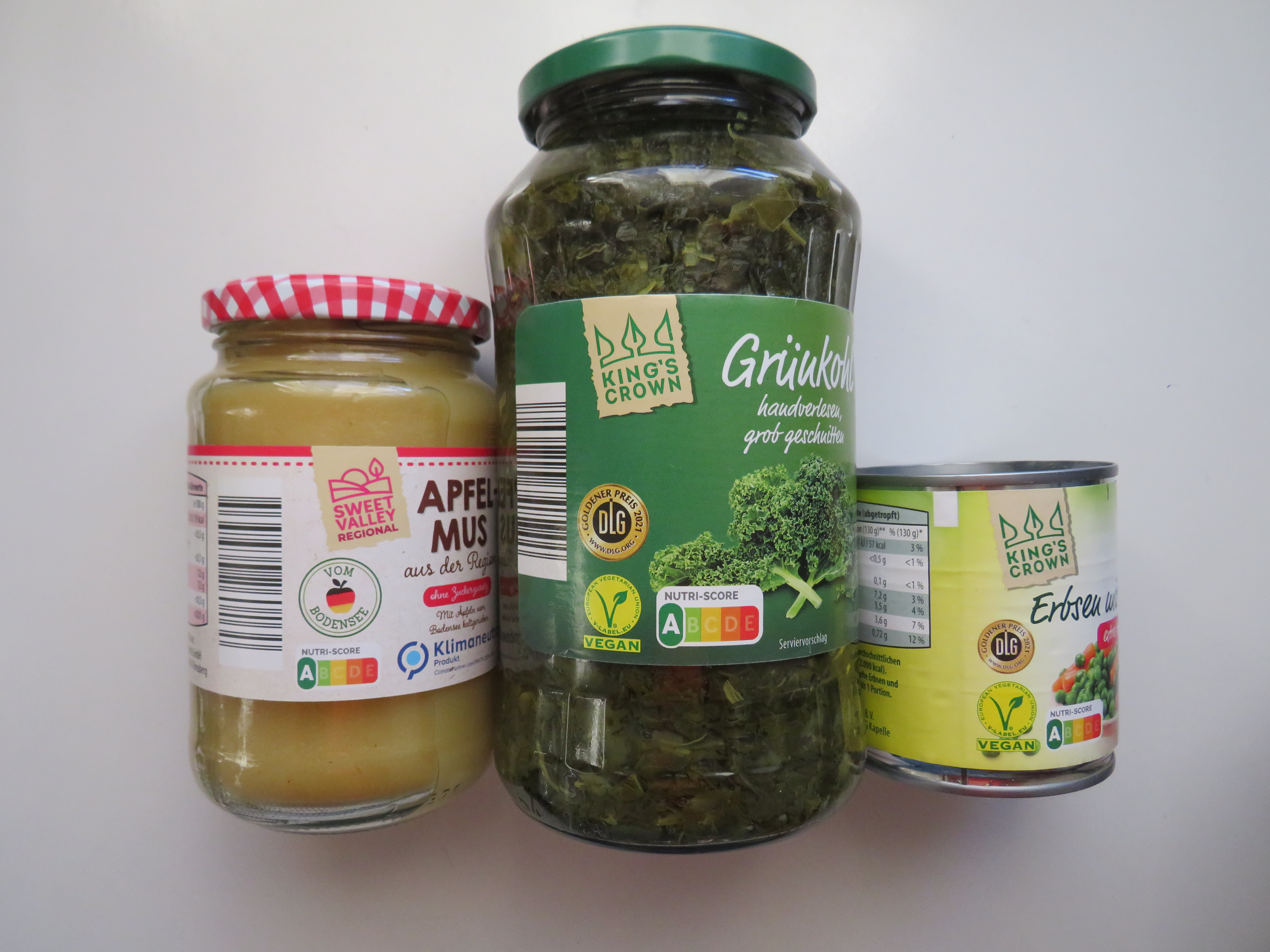
Productos alimenticios con etiqueta Nutriscore "A"

Healthwashing es un neologismo que podría traducirse del inglés al español como «nutriblanqueo», el cual comprende todas aquellas prácticas industriales y comerciales por las cuales, preferentemente los productos alimenticios, se busca hacerlos parecer más saludables de lo que realmente son, o directamente, promocionar productos dañinos para la salud como saludables, todo ello mediante estrategias de etiquetado y publicidad que promocionan falsa virtudes del producto. 
Un público objetivo de esta práctica son aquellas personas a quienes les preocupa su salud y buscan obtener los beneficios de una buena nutrición, personas que son atraídas con falsa información o información engañosa con la cual estos consumidores son confundidos acerca de los verdaderos ingredientes del producto, ingredientes que pueden ser no saludables o ser mucho menos saludables de lo publicitado en sus etiquetas y envases.
En el contexto de las prácticas de «nutriblanqueo» o healthwashing se puede tomar como referencia el concepto de la llamada real food, la cual aboga por una alimentación de mejor calidad y con ingredientes fidedignos.